# Deep Rock Galactic
Deep Rock Galactic ist ein kooperativer First-Person-Shooter, der vom dänischen Studio Ghost Ship Games entwickelt und von Coffee Stain Publishing veröffentlicht wurde. Deep Rock Galactic wurde am 13. Mai 2020 für Microsoft Windows und Xbox One nach zwei Jahren Entwicklungszeit veröffentlicht.

## Spielprinzip
Deep Rock Galactic ist ein kooperativer First-Person-Shooter für ein bis vier Spieler in dem Spieler zusammenarbeiten, um Ressourcen in fast vollständig zerstörbaren prozedural generierten Höhlensystemen abzubauen. Das Spiel konzentriert sich auf PvE-Kämpfe und bietet keine Vorteile dadurch, andere Spieler zu erschießen, sodass PvP sehr selten ist.
Die Spieler können hierbei eine Auswahl aus vier verschiedenen Klassen treffen, um verschiedene Missionen mit Zielen wie dem Abbauen bestimmter Mineralien, dem Diebstahl von Alien-Eiern, der Liquidierung gefährlicher Gegner oder der Bergung verlorener Ausrüstung durchzuführen. Neben diesen Primäraufgaben gibt es noch eine Reihe an Sekundäraufgaben, die (außer in Deep Dives, s. u.) optional sind, aber die Belohnungen im Falle eines erfolgreichen Absolvierens einer Mission erhöhen. Die Belohnungen, die Spieler am Ende einer Mission erhalten, dienen zum Verbessern der Ausrüstung und zum Freischalten neuer Fähigkeiten bzw. zum Erhöhen des Spieler- und Klassenlevels.
Das Spiel spielt sich im Wesentlichen unterirdisch auf Hoxxes IV ab, einem gefährlichen, fiktionalen Planet mit reichen Ressourcenvorkommen, verschiedenen Biomen und einer vielfältigen, meist feindselig gesonnenen Fauna. Letztere sind in der Regel insektenartige Aliens oder (seltener) Roboter.

### Klassen
Spieler haben die Auswahl aus vier verschiedenen Klassen: Ingenieur, Schütze, Bohrer und Späher. Jede Klasse hat eigene Ausrüstung, kosmetische Accessoires und Erfahrungslevel, während die Summe der Klassenlevel zur Berechnung des Spielerlevels herangezogen wird. Sobald eine Klasse Level 25 erreicht, ist sie zur Beförderung berechtigt, wodurch das Klassenlevel zurückgesetzt wird (sämtliche freigeschalteten Waffen bleiben freigeschaltet, es gibt keine negativen Effekte) und end-game Inhalte freigeschaltet werden. Klassen können mehrfach befördert werden, schalten aber nur im Rahmen der jeweils ersten Beförderung Funktionen frei.
Jeder Klasse stehen jeweils drei Primär- und Sekundärwaffen zur Auswahl, die ab bestimmten Klassenlevel im Rahmen von Missionen freigeschaltet werden können. Darüber hinaus hat jede Klasse einen Ausrüstungsgegenstand, der ihre Mobilität erhöht (bspw. eine Plattformkanone) sowie weitere Ausrüstungsgegenstände wie z. B. Granaten. Die meisten Waffen und Ausrüstungsgegenstände können auf bestimmten Klassenlevel verbessert werden, während beförderte Klassen ihre Waffen zusätzlich noch mit Übertaktungen ausstatten können, welche die Funktionsweise der Waffe mehr oder weniger stark verändern, oft auf Kosten anderer Attribute der Waffe.

### Klassenübersicht
Der Ingenieur verwendet standardmäßig eine Schrotflinte als Primärwaffe und einen Granatwerfer als Sekundärwaffe. Alternativ zur Primärwaffe steht eine elektrisierende Maschinenpistole oder ein smartes Gewehr mit automatischer Zielvorrichtung zu Auswahl, während die Sekundärwaffe durch eine Plasmawaffe ausgetauscht werden kann, die horizontale Laserstrahlen verschießt. Darüber hinaus ist der Ingenieur mit einer Plattformkanone und einem platzierbaren automatischen Geschütz ausgestattet.
Der Schütze verwendet als Primärwaffe eine Minigun, Maschinenkanone oder einen Raketenwerfer und als Sekundärwaffe einen Revolver mit großem Kaliber oder eine Pistole mit hoher Feuerrate. Zur Unterstützung seines Teams kann der Schütze Seilbahnen platzieren oder einen Schildgenerator aufbauen, der eine schützende Kuppel erzeugt, die Schutz vor den meisten Gegner bzw. Schadenstypen bietet.
Der Bohrer verwendet als Hauptwaffe eine Flammen-, Frost- oder Säurewerfer, kombiniert mit einer halbautomatischen Pistole oder einer Plasmapistole. Dank der Verwendung eines tragbaren Bohrers stellt unliebsames Terrain kein Hindernis für diese Klasse dar, und alternativ kann auch mithilfe eines Sprengsatzes das Gelände umgeformt oder Gegner beseitigt werden.
Der Späher bringt als Primärwaffe ein Sturmgewehr, ein halbautomatisches Scharfschützengewehr oder ein Plasma-Sturmgewehr mit, während er als Sekundärwaffen eine doppelläufige abgesägte Schrotflinte oder ein Set aus zwei Maschinenpistolen zur Auswahl hat. Mithilfe eines Enterhakens kann er sich schneller als alle anderen Klassen fortbewegen, was ihm in Kombination mit einer Leuchtpistole ermöglicht, seinem Namen gerecht zu werden.

### Missionsarten
Zur Auswahl stehen verschiedene Missionstypen, die über ein Kartenterminal ausgewählt und gestartet werden können. Beförderte Klassen können zudem an sogenannten Deep Dives teilnehmen, die wertvolle Belohnungen versprechen, sich dafür aber auch über drei am Stück zu absolvierende Missionstypen erstrecken und in denen außer Gold und Nitra keine Mineralien generiert werden.

## Rezeption
Auf Metacritic hat das Spiel eine Punktzahl von 85, was auf „allgemein positive Bewertungen“ hinweist.
Es wurde häufiger mit Left 4 Dead verglichen.
Anfangs wurden besonders Verbindungsschwierigkeiten kritisiert, die verschiedenen Fähigkeiten der einzelnen Zwerge jedoch besonders hervorgehoben.
Bis Januar 2023 wurden 5,5 Mio. Einheiten verkauft.
Der Titel erhielt mehrere Awards.

## Ableger
Deep Rock Galactic: Survivor wurde am 14. Februar 2024 als Early-Access-Release veröffentlicht.